# Ernest Pollard
Ernest Charles "Ernie" Pollard (Iunã, 16 de abril de 1906 — Jupiter (Flórida), 24 de fevereiro de 1997) foi um físico britânico.
Professor de física e biofísica, trabalhou no desenvolvimento de sistemas de radar na Segunda Guerra Mundial e investigou a física de células vivas. Escreveu diversos livros e publicou aproximadamente 200 artigos sobre física nuclear e biofísica da radiação.

## Publicações
- Ernest C. Pollard. Radiation: One Story of the M.I.T. Radiation Laboratory. [S.l.: s.n.] (a copy can be found in the papers of Kenneth Bainbridge at Harvard University)
- Ernest C. Pollard (1948). Microwaves and radar electronics. [S.l.]: J. Wiley. ASIN B0007DQ5DQ
- Ernest C. Pollard (1953). The physics of viruses. [S.l.]: Academic Press. ASIN B0007DOTDO — also published in Scientific American in December 1954
- Ernest C. Pollard and William Lee Davidson (1956). Applied nuclear physics. [S.l.]: Wiley. ASIN B0007EY7IA
- Ernest C. Pollard and Richard B. Setlow (1962). Molecular biophysics. [S.l.]: Addison-Wesley
- Ernest C. Pollard (1982). Radiation : one story of the M.I.T. Radiation Laboratory. Durham, NC: Woodburn Press. ISBN 0-9612798-1-8
- Ernest C. Pollard and Douglas C. Huston (1985). Physics, an introduction; poets' physics. [S.l.]: Oxford University Press. ISBN 0-19-501023-X
- Ernest C. Pollard (1988). The Cataclysm: Just the Facts. [S.l.]: Woodburn Press, State College. ISBN 0-9612798-2-6
- Ernest C. Pollard (1 de dezembro de 1991). Radiation: Cells and People. [S.l.]: Woodbine. ISBN 0-9612798-3-4
- Ernest C. Pollard, Neena Agarwala, and Wallace Snipes (1992). The Molecular Basis of Human Disease and Approaches to Its Treatment. [S.l.]: Woodburn Press, Lemont, PA. ISBN 0-9612798-5-0
- Ernest C. Pollard (1993). Sermons in Stones: Thoughts on moral values that are suggested by the scientific revelations of natural law. Lemont, PA: Science and People (The Woodburn Press). ISBN 0-9612798-6-9